# 마론 해밀턴

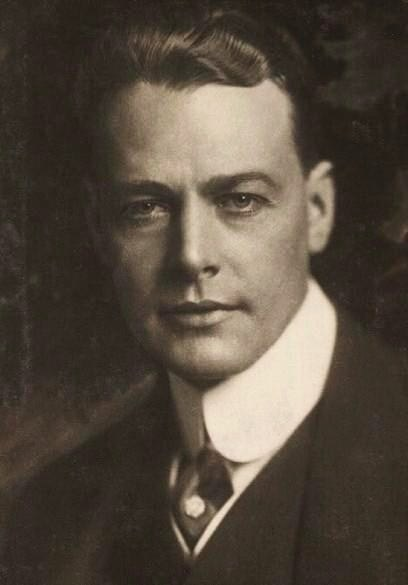

마론 해밀턴(Mahlon Hamilton, 1880년 6월 15일 ~ 1960년 6월 20일)은 미국의 배우, 영화배우이다.
볼티모어에서 태어났으며 우들랜드힐스에서 사망하였다. 사인은 암이다.

## 영화
- 애니 넘버 캔 플레이 (1949년)
- 바클레이스 오브 브로드웨이 (1949년)
- 스테이트 오브 더 유니온 (1948년)
- 잇 해펀드 인 브룩클린 (1947년)
- 미시시피 (1935년)
- 안나 카레니나 (1935년)
- 키다리 아저씨 (1919년)
- 로 오브 더 랜드 (1917년)
- 에그자일 (1917년)